# Cesare Facciani
Cesare Facciani (Torino, 21 febbraio 1905 – Torino, 29 agosto 1938) è stato un ciclista su strada e pistard italiano.
Da dilettante nel 1928 ad Amsterdam vinse la medaglia d'oro olimpica nell'inseguimento a squadre insieme a Giacomo Gaioni, Mario Lusiani e Luigi Tasselli; fu poi attivo come professionista e indipendente dal 1929 al 1933.

## Carriera
Passista «alto e slanciato», ancora dilettante Facciani nel 1928 vinse la medaglia d'oro nell'inseguimento a squadre ai Giochi olimpici di Amsterdam; in quartetto con Giacomo Gaioni, Mario Lusiani e Luigi Tasselli, ebbe la meglio in finale sulla squadra dei Paesi Bassi. Fu negli stessi anni attivo con il torinese Velo Club Lancia.
Passato indipendente nel 1930, si trasferì a Nizza insieme all'amico ciclista Pierino Bertolazzi e cominciò a gareggiare nelle piste d'Europa, giungendo a partecipare a ben 42 riunioni nella stagione 1934. Attivo anche su strada, riuscì a cogliere un successo di tappa al Giro del Piemonte 1933 con i colori del G.S. Dopolavoro Fiat; nello stesso anno partecipò anche al Giro d'Italia come isolato vincendo il Trofeo Magno (una sorta di trofeo a squadre per isolati) insieme ai corregionali Antonio Folco e Marco Giuntelli.
A fine 1934, rientrato a Torino, fu costretto a sospende l'attività a causa di una malattia che lo portò alla morte quattro anni dopo. Aveva nel frattempo collaborato con Bertolazzi in una piccola azienda di costruzione e vendita di biciclette.

## Palmarès

### Pista
- 1928

Giochi olimpici, Inseguimento a squadre (con Giacomo Gaioni, Mario Lusiani e Luigi Tasselli)

### Strada
- 1933 (G.S. Dopolavoro Fiat)

3ª tappa Giro del Piemonte (Novara > Vercelli)

#### Altri successi
- 1933

Trofeo Magno al Giro d'Italia (con Antonio Folco e Marco Giuntelli)

## Piazzamenti

### Grandi Giri
- Giro d'Italia

1933: 26º

### Competizioni mondiali
- Giochi olimpici

Amsterdam 1928 - Inseguimento a squadre: vincitore

## Memoria
Il 28 maggio 2015 il comune di Torino gli ha intitolato un'area verde nel quartiere Barriera di Milano.